# Glodianus peruvianus
Glodianus peruvianus är en stekelart som beskrevs av Szepligeti 1916. Glodianus peruvianus ingår i släktet Glodianus och familjen brokparasitsteklar. Inga underarter finns listade i Catalogue of Life.